# VfL Westercelle
Der VfL Westercelle ist ein Sportverein aus dem niedersächsischen Celle in Deutschland. Der Verein wurde am 1. April 1950 gegründet und hat 15 Sparten mit einem breiten Sportangebot bestehend aus Badminton, Basketball, Bogensport, Boule, Fußball, Handball, Jazzdance, Judo, Ju-Jutsu, Kinderturnen, Leichtathletik, Schwimmen, Seniorengruppe, Tanzen, Tennis, Tischtennis, Triathlon/Radsport, Turnen & Gymnastik, Volleyball, Walking sowie Yoga. Er ist mit 2212 Mitgliedern der größte Sportverein in Celle. Die Geschäftsstelle befindet sich in der Wilhelm-Hasselmann-Straße 51.

## Sparten

### Bogensport
Im September 2018 ging der 16-jährige Julius Potempa bei den 2. Deutschen Meisterschaften des Deutschen Schützenbundes im 3D-Bogenschießen an den Start. Er war zu dem Zeitpunkt amtierender Vize-Landesmeister in der Klasse „Blankbogen Jugend“ und wurde beim Turnier mit 332 Punkten Deutscher Meister.

### Fußball
Die Fußballsparte kann auf eine lange Historie zurückblicken. Nach schwierigen Jahren fing die Sparte 2000 praktisch bei null an, als die C-Jugend die höchstspielende Mannschaft war. 2001 wurde die 1. Herren neu gegründet und fing in der 3. Kreisklasse an. Bis zur 1. Kreisklasse stiegen sie auf und konnten 2005/06 auch in die Kreisliga weiter aufsteigen. Während man sich im Celler Oberhaus fest setzte, konnte auch wieder eine 2. Herren etabliert werden. Im Sommer 2008 konnten beide Mannschaften aufsteigen. Die 1. Herren stieg nach dem ersten Jahr in der Bezirksliga zwar ab, rettete sich über die Aufstiegsrelegation nach einem Jahr in der Kreisliga jedoch 2010 wieder in die Bezirksliga. Im selben Jahr stieg die 2. Herren weiter in die 1. Kreisklasse auf. Gleichzeitig konnten auch die ersten Jugendmannschaften wieder in den Bezirk aufsteigen.
Während die 1. Herren fortan in der Bezirksliga spielte, ging es für die 2. Herren 2015 in die Kreisliga. Im selben Jahr holten sie auch den Kreispokal. 2016 stieg mit der U16 zum ersten Mal eine Mannschaft in die Niedersachsenliga auf und sicherte sich auch den Klassenerhalt. Größter Erfolg der Vereinshistorie war jedoch der Aufstieg der 1. Herren in die sechstklassige Landesliga Lüneburg im Jahr 2017. Im selben Jahr stieg auch die U18 in die Niedersachsenliga auf. Nach nur einer Saison stieg die 1. Herrenmannschaft wieder in die Bezirksliga ab. 2019 gelang der erneute Aufstieg in die Landesliga Lüneburg.
Die Frauenfußballmannschaft gewann 1990 die niedersächsische Meisterschaft und stieg in die seinerzeit zweitklassige Oberliga Nord auf. Während der Saison 1990/91 wurde die Mannschaft jedoch aus unbekannten Gründen zurückgezogen.

### Handball
Im Handball qualifizierte sich der Verein 2002 für die erste Runde Nord des DHB-Pokals 2002/03 und schied gegen den Stralsunder HV aus. Die erste Herrenmannschaft spielt in der Saison 2017/18 wie in der Vorsaison in der siebtklassigen Regionsoberliga, die unterhalb der sechstklassigen Landesliga angesiedelt ist.

### Jazzdance
Die Modern Tänzerin Kira-Luise Skibba vom VfL Westercelle konnte sich beim Deutschlandpokal den Titel der Vizemeisterin im Solo sichern und durfte im Dezember 2018 an der Weltmeisterschaft in Polen teilnehmen. 2019 qualifizierten sich die Solisten Kira-Luise Skibba als Drittplatzierte, Diana Doll als Vizemeisterin und Andreas Schmidt als Gewinner des Deutschlandpokals sowie das erstplatzierte Duo von Kristina Krieger und Andreas Schmidt für die Teilnahme an der Weltmeisterschaft. Dort erreichten sowohl das Solo von Andreas Schmidt sowie das Duo mit Kristina Krieger das Finale, wo Schmidt mit dem 7. Platz und das Duo mit dem 4. Platz abschnitt.

### Ju-Jutsu
Die Ju-Jutsu Sparte konnte in den vergangenen Jahren u. a. folgende herausragende Erfolge verzeichnen:
Saison 2015/2016
- Fighting U18/-81 kg, Robin Windhorst, 1. Platz bei der DM in Nördlingen (Deutscher Meister)
- U15 bis 45 kg, Simon Fukas, 1. Platz bei der Norddeutschen Meisterschaft
- U15 bis 44 kg, Melissa Chevalier, 1. Platz bei der Norddeutschen Meisterschaft

Saison 2016/2017
- U18 bis 55 kg, Simon Fukas, 2. Platz bei den DM in Limburg (Deutscher Vize-Meister)
- U18 bis 55 kg, Simon Fukas, 1. Platz bei den DSM in Limburg (Deutscher Meister)
- U18 bis 60 kg, Ali Akbas, 1. Platz bei den Danish Open
- U10 bis 42 kg, Marcel Krause, 1. Platz bei den German Open
- U10 bis 40 kg, Kristin Raddatz, 1. Platz bei den German Open

Saison 2017/2018
- U15 bis 48 kg, Kristin Raddatz, 1. Platz bei den Norddeutschen Meisterschaften
- U15 bis 52 kg, Melissa Chevalier, 1. Platz bei den Norddeutschen Meisterschaften
- U15 bis 52 kg, Melissa Chevalier, 1. Platz bei den DSM in Maintal (Deutsche Meisterin)
- U15 bis 52 kg, Melissa Chevalier, 2. Platz beim U15 Europacup in Amersfoot (Vizeeuropameisterin)
- U15 bis 52 kg, Melissa Chevalier, 1. Platz bei den International Kodokan Open
- U10 +45 kg, Isha Laureen Njingo, 1. Platz beim 22. internationalen Turnier in Bernau

Saison 2018/2019
- U14 bis 50 kg, Kristin Raddatz, 1. Platz bei den International Kodokan Open